# Fructus Tower
Der Fructus Tower ist ein Büro- und Wohnkomplex in der westrumänischen Stadt Timișoara. Das Gebäude mit 14 Stockwerken und 62 Metern ist das höchste Gebäude der Stadt.

## Beschreibung
Das Gebäude liegt am südöstlichen Teil der Zona Circumvalațiunii im Stadtteil Mehala und grenzt westlich, durch eine Bahnlinie getrennt, an das Colegiul Tehnic Ion Mincu und den Botanischen Garten an. Es liegt an der Kreuzung Strada Gheorghe Lazăr und Strada Pictor Ion Zaicu, auf dem Gelände der früheren Hale Fructus (deutsch Fructus-Hallen).
Das Parterre ist als Geschäftsfläche ausgelegt und die darüberliegenden Stockwerke 1–5 beinhalten Großraumbüros. In den Stockwerken 6–14 liegen Wohnungen mit einer Größe von 38 bis 110 m², mit ein bis vier Zimmern. Das Gebäude ist weiterhin unterkellert und bietet dort auf zwei Ebenen 104 Parkplätze an.
Bauträger war die italienische Firma Cavanaro. Die Baukosten lagen bei 25 Millionen Euro und die Fertigstellung erfolgte 2012.